# Años 550 a. C.
Los años 550 antes de Cristo transcurrieron entre los años 559 a. C. y 550 a. C. 

## Acontecimientos
- Años 550 a. C.: Cartago conquista Sicilia, Cerdeña y Córcega, constituyéndose como un estado de base territorial.
- 559 a. C.: Ciro II el Grande se convierte en rey, tras la muerte de su padre Cambises I. Se funda el Imperio aqueménida. En los siguientes 60 años conquista Asia Menor, Mesopotamia, Egipto y la India.
- 558 a. C.: Hegesias depuesto como arconte de Atenas.
- 558 a. C.: el estado chino de Jin derrota a su rival Qin en batalla.
- 556 a. C.: Pisístrato es exiliado desde Atenas a Eubea.
- 556 a. C.: Labashi-Marduk sucede a Neriglisar como rey de Babilonia.
- 556 o 555 a. C.: Nabónido sucede a Labashi-Marduk como rey de Babilonia.
- 555 a. C.; Se funda en la India el jainismo, religión derivada del hinduismo que predica el rechazo al placer y la no violencia, y preconiza el vegetarianismo.[1]
- 550 a. C.: 
  - Abdera es destruida por los tracios.
  - Ciro derrota a Astiages de los Medos, estableciendo el Imperio persa.
  - Comienza el período mumun tardío en la península de Corea.
  - El mundo ibérico se convierte en un centro de importancia cultural y económica.
  - El zoroastrismo se convierte en la religión oficial de Persia.[1]
  - En Lacedemonia (Grecia) se registra un terremoto. Una porción del monte Taigeto se desbarranca.[2]
  - Esparta se convierte en la máxima potencia militar de Grecia.[1]
  - Fundación de la Neápolis (ciudad nueva) en Ampurias.
  - Tesoro de los sifnios en Delfos.

## Personas destacadas
- 559 a. C.: muerte del rey Cambises I.
- 558 a. C.: muerte de Solón, famoso legislador ateniense.
- 556 a. C.: nacimiento de Simónides de Ceos, poeta lírico griego, creador de la mnemotecnia.
- 555 a. C.: Asciende al trono Nabonido, último rey de Babilonia.
- 555 a. C.: muerte de Estesícoro, poeta lírico siciliano griego.
- 554 a. C.: nace el cuarto emperador de Japón, Itoku.
- 553 a. C.: aparece el Emperador Itoku de Japón.
- 551 a. C.: nacimiento de Confucio, filósofo chino.
- 550 a. C.: nacimiento de Epicarmo, comediógrafo griego.
- 550 a. C.: posible fecha de la muerte de Zoroastro.